# Ukrainische 6-Red-Snooker-Meisterschaft 2019
Die ukrainische 6-Red-Snooker-Meisterschaft 2019 war ein Snookerturnier in der Variante 6-Red-Snooker, das vom 9. bis 11. Mai 2019 im BK Snooker in Lwiw stattfand.
Ukrainischer Meister wurde zum vierten Mal in Folge Wladyslaw Wyschnewskyj, der im Finale den 14-jährigen Anton Kasakow mit 5:0 besiegte. Den dritten Platz belegten Jurij Semko und Serhij Petrasch. Julija Malachowa, die einzige Teilnehmerin, schied in der Vorrunde aus.

## Modus
Die 32 Teilnehmer traten zunächst im Doppel-K.-o.-System gegeneinander an. Ab dem Viertelfinale wurde im K.-o.-System gespielt.

## Vorrunde

### Hauptrunde
| Spiel | Spieler 1              | Ergebnis | Spieler 2             |
| ----- | ---------------------- | -------- | --------------------- |
| 1     | Wladyslaw Wyschnewskyj | 03:03    | Bohdan Losynskyj      |
| 2     | Wadym Lewyzkyj         | 31:31    | Jewhen Martschenko    |
| 3     | Arsen Petrossow        | 13:13    | Tschynhis Ahadschanow |
| 4     | Swjatoslaw Iwaniw      | 32:32    | Witalij Iwaniw        |
| 5     | Jurij Semko            | 03:03    | Wladyslaw Mindsaruk   |
| 6     | Iwan Anikanow          | 32:32    | Stepan Deljatynskyj   |
| 7     | Mychajlo Petruschka    | 13:13    | Wolodymyr Senyk       |
| 8     | Orest Mostjuk          | 31:31    | Oleh Waskowskyj       |

| Spiel | Spieler 1        | Ergebnis | Spieler 2            |
| ----- | ---------------- | -------- | -------------------- |
| 9     | Serhij Petrasch  | 03:03    | Oleksandr Sawyzkyj   |
| 10    | Julija Malachowa | 31:31    | Danylo Woloschynow   |
| 11    | Wadym Korjahin   | 13:13    | Roman Herjak         |
| 12    | Marjan Pona      | 30:30    | Mikael Chatschatrjan |
| 13    | Mychajlo Kussen  | 03:03    | Andrij Kosak         |
| 14    | Witalij Samsonow | 13:13    | Stepan Petrus        |
| 15    | Roman Hussar     | 30:30    | Petro Stezyschyn     |
| 16    | Oleh Schawanow   | 23:23    | Anton Kasakow        |

### 1. Gewinnerrunde
16 Spieler (Sieger der Hauptrunde)
| Spiel | Spieler 1              | Ergebnis | Spieler 2           |
| ----- | ---------------------- | -------- | ------------------- |
| 17    | Wladyslaw Wyschnewskyj | 03:03    | Jewhen Martschenko  |
| 18    | Arsen Petrossow        | 13:13    | Witalij Iwaniw      |
| 19    | Jurij Semko            | 23:23    | Stepan Deljatynskyj |
| 20    | Mychajlo Petruschka    | 32:32    | Oleh Waskowskyj     |

| Spiel | Spieler 1        | Ergebnis | Spieler 2            |
| ----- | ---------------- | -------- | -------------------- |
| 21    | Serhij Petrasch  | 03:03    | Danylo Woloschynow   |
| 22    | Wadym Korjahin   | 13:13    | Mikael Chatschatrjan |
| 23    | Mychajlo Kussen  | 32:32    | Witalij Samsonow     |
| 24    | Petro Stezyschyn | 31:31    | Oleh Schawanow       |

### 2. Gewinnerrunde
8 Spieler (Sieger der 1. Gewinnerrunde)
| Spiel | Spieler 1              | Ergebnis | Spieler 2       |
| ----- | ---------------------- | -------- | --------------- |
| 41    | Wladyslaw Wyschnewskyj | 23:23    | Arsen Petrossow |
| 42    | Jurij Semko            | 03:03    | Oleh Waskowskyj |

| Spiel | Spieler 1        | Ergebnis | Spieler 2      |
| ----- | ---------------- | -------- | -------------- |
| 43    | Serhij Petrasch  | 13:13    | Wadym Korjahin |
| 44    | Witalij Samsonow | 03:03    | Oleh Schawanow |

### 1. Verliererrunde
16 Spieler (Verlierer der Hauptrunde)
| Spiel | Spieler 1             | Ergebnis | Spieler 2         |
| ----- | --------------------- | -------- | ----------------- |
| 25    | Bohdan Losynskyj      | 03:03    | Wadym Lewyzkyj    |
| 26    | Tschynhis Ahadschanow | 31:31    | Swjatoslaw Iwaniw |
| 27    | Wladyslaw Mindsaruk   | 30:30    | Iwan Anikanow     |
| 28    | Wolodymyr Senyk       | 23:23    | Orest Mostjuk     |

| Spiel | Spieler 1          | Ergebnis | Spieler 2        |
| ----- | ------------------ | -------- | ---------------- |
| 29    | Oleksandr Sawyzkyj | 32:32    | Julija Malachowa |
| 30    | Roman Herjak       | 03:03    | Marjan Pona      |
| 31    | Andrij Kosak       | 23:23    | Stepan Petrus    |
| 32    | Roman Hussar       | 30:30    | Anton Kasakow    |

### 2. Verliererrunde
16 Spieler (Sieger der 1. Verliererrunde gegen Verlierer der Gewinnerrunde)
| Spiel | Spieler 1         | Ergebnis | Spieler 2            |
| ----- | ----------------- | -------- | -------------------- |
| 33    | Bohdan Losynskyj  | 31:31    | Petro Stezyschyn     |
| 34    | Swjatoslaw Iwaniw | 30:30    | Mychajlo Kussen      |
| 35    | Iwan Anikanow     | 32:32    | Mikael Chatschatrjan |
| 36    | Wolodymyr Senyk   | 03:03    | Danylo Woloschynow   |

| Spiel | Spieler 1        | Ergebnis | Spieler 2           |
| ----- | ---------------- | -------- | ------------------- |
| 37    | Julija Malachowa | 31:31    | Mychajlo Petruschka |
| 38    | Roman Herjak     | 13:13    | Stepan Deljatynskyj |
| 39    | Andrij Kosak     | 03:03    | Witalij Iwaniw      |
| 40    | Anton Kasakow    | 03:03    | Jewhen Martschenko  |

### 3. Verliererrunde
8 Spieler (Sieger der 2. Verliererrunde)
| Spiel | Spieler 1            | Ergebnis | Spieler 2       |
| ----- | -------------------- | -------- | --------------- |
| 45    | Petro Stezyschyn     | 23:23    | Mychajlo Kussen |
| 46    | Mikael Chatschatrjan | 31:31    | Wolodymyr Senyk |

| Spiel | Spieler 1           | Ergebnis | Spieler 2     |
| ----- | ------------------- | -------- | ------------- |
| 47    | Mychajlo Petruschka | 32:32    | Roman Herjak  |
| 48    | Andrij Kosak        | 30:30    | Anton Kasakow |

### 4. Verliererrunde
8 Spieler (Sieger der 3. Verliererrunde gegen Verlierer der 2. Gewinnerrunde)
| Spiel | Spieler 1        | Ergebnis | Spieler 2       |
| ----- | ---------------- | -------- | --------------- |
| 49    | Petro Stezyschyn | 31:31    | Oleh Waskowskyj |
| 50    | Wolodymyr Senyk  | 23:23    | Arsen Petrossow |

| Spiel | Spieler 1     | Ergebnis | Spieler 2      |
| ----- | ------------- | -------- | -------------- |
| 51    | Roman Herjak  | 31:31    | Oleh Schawanow |
| 52    | Anton Kasakow | 03:03    | Wadym Korjahin |

## Finalrunde
|  | Viertelfinale          | Viertelfinale |                        |   | Halbfinale | Halbfinale |  |  | Finale | Finale |
|  |                        |               |                        |   |            |            |  |  |        |        |
|  | Wladyslaw Wyschnewskyj | 3             |                        |   |            |            |  |  |        |        |
|  | Oleh Schawanow         | 0             |                        |   |            |            |  |  |        |        |
|  | Oleh Schawanow         | 0             | Wladyslaw Wyschnewskyj | 4 |            |            |  |  |        |        |
|  |                        |               | Wladyslaw Wyschnewskyj | 4 |            |            |  |  |        |        |
|  |                        | Jurij Semko   | 2                      |   |            |            |  |  |        |        |
|  | Jurij Semko            | Jurij Semko   | 2                      | 3 |            |            |  |  |        |        |
|  | Jurij Semko            |               |                        | 3 |            |            |  |  |        |        |
|  | Wolodymyr Senyk        | 2             |                        |   |            |            |  |  |        |        |
|  |                        |               | Wladyslaw Wyschnewskyj | 5 |            |            |  |  |        |        |
|  |                        | Anton Kasakow | 0                      |   |            |            |  |  |        |        |
|  | Serhij Petrasch        | 3             |                        |   |            |            |  |  |        |        |
|  | Oleh Waskowskyj        | 0             |                        |   |            |            |  |  |        |        |
|  | Oleh Waskowskyj        | 0             | Serhij Petrasch        | 1 |            |            |  |  |        |        |
|  |                        |               | Serhij Petrasch        | 1 |            |            |  |  |        |        |
|  |                        | Anton Kasakow | 4                      |   |            |            |  |  |        |        |
|  | Witalij Samsonow       | Anton Kasakow | 4                      | 0 |            |            |  |  |        |        |
|  | Witalij Samsonow       |               |                        | 0 |            |            |  |  |        |        |
|  | Anton Kasakow          | 3             |                        |   |            |            |  |  |        |        |

## Finale
| Finale: Best of 5 Frames BK Snooker, Lwiw, Ukraine, 11. Mai 2019 |                |               |
| Wladyslaw Wyschnewskyj                                           | 5:0            | Anton Kasakow |
| 37:30, 34:27, 52:7, 29:9, 40:33                                  |                |               |
| –                                                                | Höchstes Break | –             |
| –                                                                | Century-Breaks | –             |
| –                                                                | 50+-Breaks     | –             |